# Utrikespolitiska föreningen i Örebro
Utrikespolitiska föreningen i Örebro, UF Örebro, är en religiöst och partipolitiskt obunden förening som drivs på ideell basis. Föreningen riktar sig främst till universitetsstudenter på Örebro Universitet. Föreningens syfte är att agera för att sprida kunskap och väcka debatt kring utrikespolitiska frågor. Detta görs genom seminarier och föreläsningar som anordnas under skolterminens gång.
Föreningen har sedan starten i oktober 2009 bland annat anornat föreläsningar med Carl Bildt och Lars Vilks, diskussionskvällar, en amerikansk valvaka och in- och utrikes medlemsresor. Utrikespolitiska föreningen i Örebro fick 2011 Örebro universitets demokratipris.

## Utrikespolitiska Förbundet Sverige
Utrikespolitiska föreningen i Örebro är medlem i Utrikespolitiska förbundet Sverige (UFS), som är ett nationellt förbund för samtliga utrikespolitiska föreningar i Sverige.

## Antisemtism
Under arrangemanget UF-dagen bjöd föreningen in den okända antisemiten Ahmed Rami. Ahmed fälldes 1989 för hets mot folkgrupp på grund av hans judehat i Stockholms tingsrätt.